# انتونیو امایا
انتونیو امایا (انگلیسی: Antonio Amaya؛ زادهٔ ۳۱ مهٔ ۱۹۸۳) بازیکن فوتبال اهل اسپانیا است.
از باشگاه‌هایی که در آن بازی کرده‌است می‌توان به باشگاه فوتبال رایو وایکانو، باشگاه فوتبال رئال بتیس، و باشگاه فوتبال ویگان اتلتیک اشاره کرد.